# مكدوس
المكدوس طعام تشتهر به بلاد الشام (خاصةً سوريا) والتي اشتهرت بصناعته منذ القدم، يُصنع عادةً في موسم خاص يبدأ مع نهاية شهر أيلول/سبتمبر ويمتد في شهر تشرين الأول/أكتوبر، وذلك بالتوازي مع توفر الباذنجان الخاص لصنعه والذي يطلق عليه «الأسود البلدي» وهو الباذنجان المدور الصغير، والبعض يفضل أصناف أخرى من الباذنجان وهي «الحمصي» أو «الحموي» ويحفظ المكدوس مغموراً بزيت الزيتون لمدة طويلة.
يُؤكل المكدوس على وجبة الإفطار أو العشاء ويعتبر طبقًا رئيسيًا على موائد السوريين، وهو من ضمن طعام بيت المونة عند السوريين ومعظم سكان بلاد الشام.

## التاريخ
يعود أصل وطريقة عمل المكدوس إلى مئات السنين، وعُرفت بين الفلاحين والمُزارعين خاصةً، حيث كانوا يقومون بسلق الباذنجان بعد جني المحاصيل في الخريف، ويضيفون إلى الباذنجان جوز وفليفلة كمكوَّن أساسي للطريقة، تعتبر مدينة حلب المدينة التي تم اكتشاف طريقة المكدوس من خلالها.

## المكونات
- باذنجان مسلوق.
- جوز بلدي، ويمكن استعمال أصناف أخرى مستوردة.
- ثوم مفروم.
- فلفل أحمر مفروم ناعما (مزيج بين مقدارين من الفلفل الحلو والفلفل الحار بحسب الرغبة)
- زيت زيتون، ويمكن استعمال زيوت نباتية أخرى بدلاً عنه مثل زيت الصويا بالكامل أو بمزج النوعين.
- ملح بحري أو صخري (غير مضاف له يود)

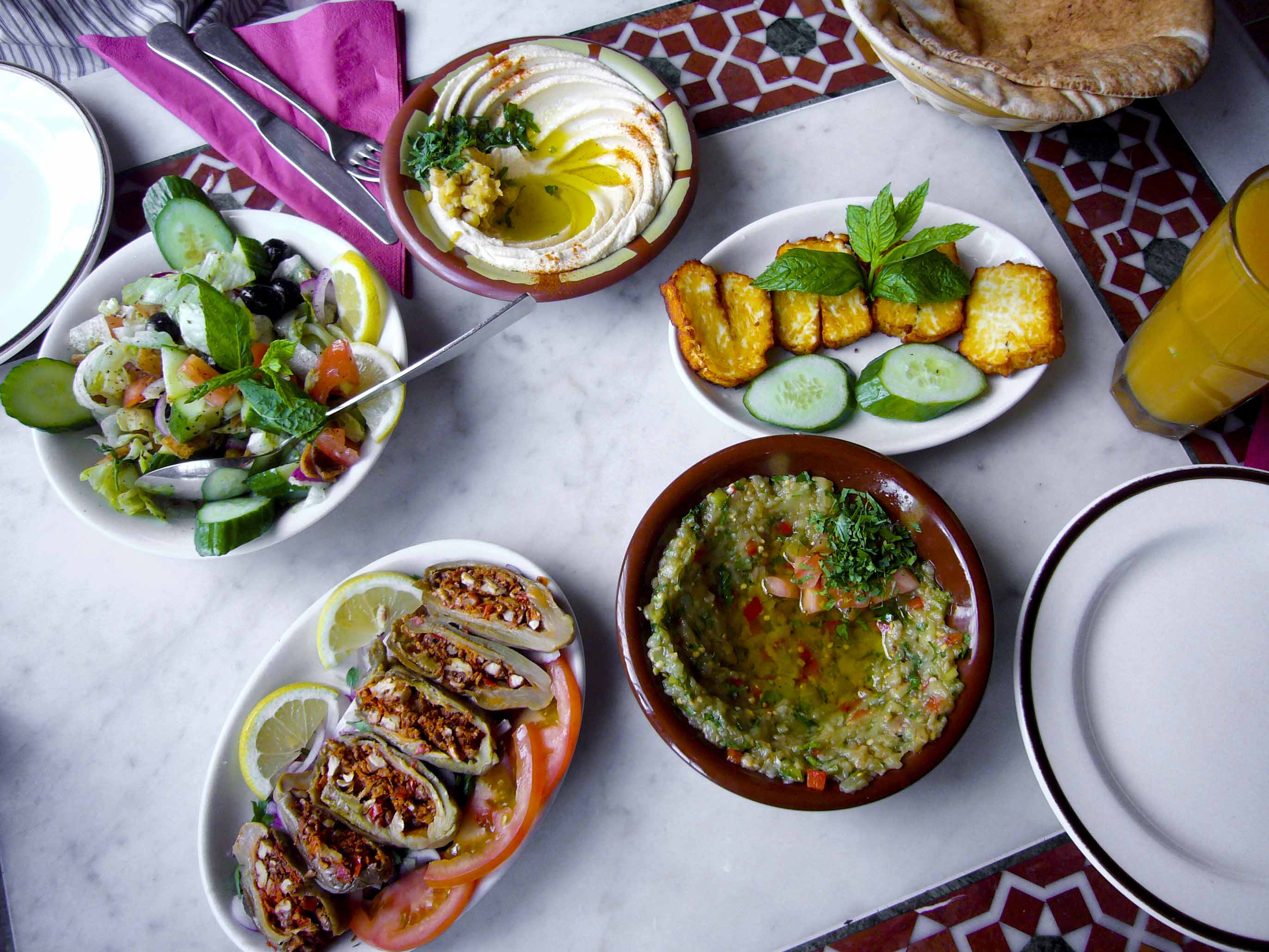
وجبة شامية، تضم المكدوس في أسفل يسار الصورة، كما تضم وحسب دوران عقارب الساعة سلطة ثم حمص بطحينة ثم حلوم ثم بابا غنوج، كما تضم الصورة وكما يظهر جزئيا قرص خبز.

## طريقة عمله
يتم نزع القشرة العلوية من رأس حبات الباذنجان، ثم يسلق (دون تقشيره) قليلاً لمدة لا تتجاوز 45-60 دقيقة حسب نوع الباذنجان، ثم تشق من جانبها وتصف في وعاء مخرم (مصفاة) ويوضع فوقها ثقل لتصفى من أكبر قدر من الماء، بعد وضع حوالي ملعقة متوسطة من الملح داخل كل حبة.
يخلط الجوز والثوم والفلفل الأحمر والقليل من الملح، ويحشى داخل حبات الباذنجان ثم يصف في وعاء زجاجي (مرطبان) ويغمر بالزيت الصافي ويوضع بعيدا عن أشعة الشمس المباشرة، وبعد مرور ثلاثة أيام إلى أسبوع (بحسب دفء الطقس) يكون المكدوس جاهزاً للأكل.

### الحشوة
تقريبا لكل 7 كغ من الباذنجان قبل السلق 1/2كغ من الجوز المفروم
الفليفلة وهي حسب الرغبة إما أن تكون حارة أو حلوة وتحبذ الفليفلة البلدية وليس الغربية ويفضل يكون بها قليل من الطعم الحار
والمقادير 700 غ مفروم الفليفلة لكل 7 كغ من الباذنجان
الثوم: 100غرام من الثوم لكل 7 كغ من الباذنجان.

### طريقة صنع معجون الفليفلة
تنظف الفليفلة من البذور والرأس الأخضر وتجفف في الشمس ثم تفرم.

## فتّة المكدوس
وهي طبق رئيسي مختلف عن المكدوس العادي تحضّر فتّة المكدوس من الباذنجان، اللحم، اللبن، الطحينة، الثوم، الطماطم، البصل، صلصة الطماطم، دبس الرمان، زيت الذرة، الصنوبر، الخبز، الفلفل والملح. تحتوي وجبة فتة المكدوس (300 غ تقريباً)، بحسب موقع شهية، على 662 وحدة حرارية.